# ليشتنبيرغ
ليشتنبيرغ ( تُلفظ بالألمانية: [ˈlɪçtn̩ˌbɛʁk]  ( سماع) هي الحي الحادي عشر في برلين، ألمانيا. في الإصلاح الإداري لأحياء ومناطق برلين في عام 2001، استوعبت المنطقة ضمن حدودها الإدارية حي هوهنشونهاوزن السابق الواقع شمال شرق ليشتنبيرغ.

## نظرة عامة
تحتوي المنطقة على حديقة الحيوان في برلين في منطقة فريدريشسفيلده، أكبر حدائق برلين لعلم الحيوان. خلال فترة تقسيم برلين بين الغرب والشرق، كانت ليشتنبيرغ موقعًا لمقر مخابرات ألمانيا الشرقية المعروف باسم شتازي. قبل إنشاء جمهورية ألمانيا الديمقراطية (ألمانيا الشرقية) كان مقر المخابرات يضم المكتب الرئيسي للإدارة العسكرية السوفيتية في برلين، وقبل ذلك كانت بتصرف ضباط الجيش الألماني النازي. المقر الآن هو موقع متحف شتازي. أما النصب التذكاري لبرلين هوهنشونهاوزن فهو موجود في موقع السجن الاحتياطي الرئيسي لمخابرات الشتازي. بالإضافة إلى ذلك، يحتوي حي ليشتنبيرغ على موقع المتحف الألماني الروسي، المكان التاريخي للاستسلام غير المشروط للقوات المسلحة الألمانية (الفيرماخت) في 8 أيار1945.

## التقسيم
ينقسم حي ليشتنبيرغ إلى 10 مناطق محلية:

التقسيمات الفرعية من حي ليشتنبيرغ شرقي برلين

| المنطقة               | منطقة(كم 2) | السكان 30 يونيو 2008 | كثافة (نسمة / كم 2 ) |
| 1101 فريدريشسفيلد     | 5.8         | 50،010               | 8622                 |
| 1102 كارلسهورست       | 6.6         | 21.057               | 3،190                |
| 1103 ليشتنبرغ         | 7.33        | 32295                | 4،406                |
| 1104 فالكنبرج         | 3.0         | 1164                 | 388                  |
| 1106 مالشوف           | 3.0         | 450                  | 150                  |
| 1107 فارتنبرغ         | 5.31        | 2433                 | 458                  |
| 1109 نوي-هوهنشونهاوزن | 5.32        | 53698                | 10،094               |
| 1110 ألت-هوهنشونهاوزن | 10.0        | 41780                | 4،178                |
| 1111 فنبفول           | 1.75        | 30932                | 17675                |
| 1112 روميلسبورج       | 4.16        | 17.567               | 4223                 |

## تاريخ
تم تأسيس المنطقة من خلال جمع قرية ليشتنبيرغ جنبًا إلى جنب مع قرى فريدريشسفيلده و كارلزهورست ومارتزان و بيسدورف و هيلرسدورف و كاولسدورف و مالسدورف واعتبرت الحي السابع عشر في برلين بموجب قانون برلين الكبرى لعام 1920.
في السبعينيات، كان لدى حكومة ألمانيا الشرقية عقارات سكنية شاهقة مسبقة الصنع ( بلاتنباو) تم بناؤها في أقصى شرق منطقة ليشتنبيرغ المحاذية لمنطقة مارتزان.
تم فصل هذه المنطقة وأصبحت المنطقة الجديدة التابعة لمارتزان، والتي تضمنت بيسدورف وهيلرسدورف وكاولسدورف ومالسدورف في عام 1979. في عام 1986، تم تقسيم هذه المنطقة بدورها إلى منطقتين هما مارتزان وهيلرسدورف، وتم دمجها مرة أخرى باسم مارتزان-هيليرسدورف بواسطة الإصلاح الإداري لعام 2001.

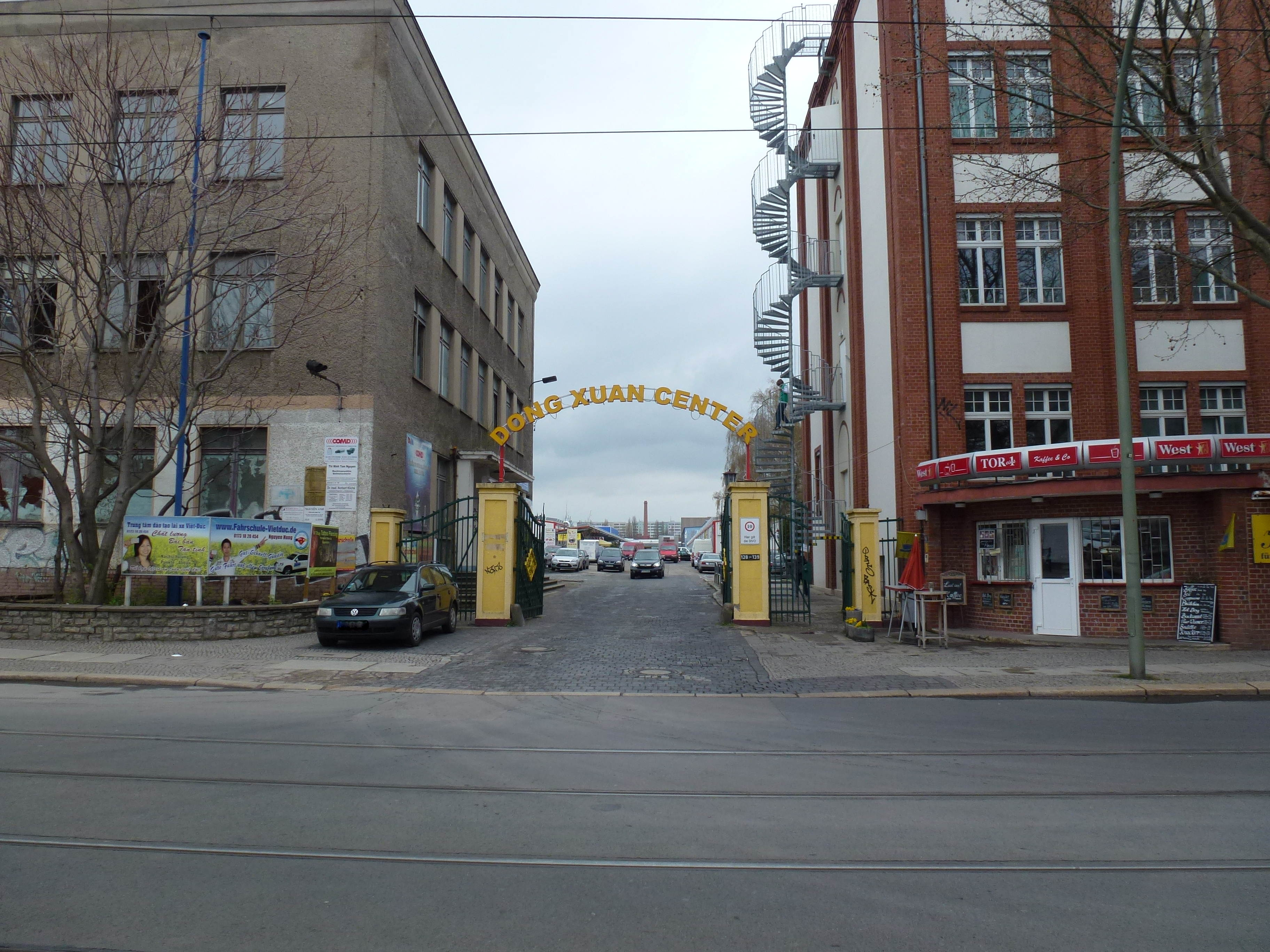
مدخل مركز دونغ سوان التجاري (الحي الأسيوي في برلين)

## آسيا تاون في شرق برلين
ليشتنبيرغ هي مركز متطور للثقافة الآسيوية ويطلق عليها اسم الحي الآسيوي أو الحي الصيني في برلين. يعد مركز دونغ سوان (Dong Xuan Center) في المناطق الصناعية السابقة مكانا متنوعا يضم العديد من الشركات الآسيوية المختلفة والمتاجر الموفرة لمنتجات الأجانب من مختلف الجنسيات ومنتجي المواد الغذائية وتجار الجملة والموزعين والمناطق السكنية والعروض الثقافية ما جعله مركز جذب. 

## السياسة

### مجلس المنطقة
الهيئة الإدارية في ليشتنبيرغ هي مجلس المنطقة، وهي مسؤولة عن تمرير القوانين وانتخاب حكومة المنطقة، بما في ذلك رئيس البلدية. أجريت آخر انتخابات لمجلس المنطقة في 26 أيلول 2021، وتنافس علي المنطقة عدة أحزاب أهمها حزب اليسار (Die Linke) والحزب الديمقراطي الإجتماعي (SPD) وحزب الاتحاد الديمقراطي المسيحي (CDU). استطاع حزب اليسار (دي لينكه) تحقيق الفوز بحصوله على أكثر من 35 ألف صوت بنسبة 24.8 في المئة من الأصوات.

### حكومة المنطقة
يتم انتخاب العمدة (رئيس البلدية) من قبل مجلس المنطقة، ويتم توزيع المناصب في حكومة المنطقة على أساس قوة الحزب اعتمادا على نتائجه في الإنتخابات. منذ الانتخابات البلدية لعام 2021، كان تشكيل حكومة المنطقة على النحو التالي:
| عضو مجلس          | حزب، حفلة | حزب، حفلة | مَلَفّ                                                          |
| ----------------- | --------- | --------- | ------------------------------------------------------------ |
| مايكل جرونست      |           | رابط      | عمدة المنطقة </br> الموظفين والمالية والاقتصاد والثقافة      |
| كيفن هونيكي       |           | SPD       | نائب رئيس بلدية </br> التنمية الحضرية والخدمة المدنية والعمل |
| مارتن شايفر       |           | CDU       | النظام العام والبيئة والمرور                                 |
| فيليز كيكولوغلو   |           | GRÜNE     | التعليم والرياضة واللوجستيات                                 |
| كاميلا شولر       |           | رابط      | الأسرة والشباب والصحة                                        |
| شاغر              |           | AfD       | الشؤون الاجتماعية                                            |
| المصدر: Berlin.de |           |           |                                                              |

## شخصيات من ليشتنبيرغ
- السي شتوبه (1911–1942)، صحفية ألمانية
- هانز كيمبين (1913-1992)، ضابط تدريب ومعارك ألماني من فافن إس إس
- بومي باومان (مواليد 1947)، عامل بناء ومؤلف ألماني ، أحد مؤسسي المنظمة الألمانية حركة 2 تموز
- جريجور جيسي (مواليد 1948)، سياسي ألماني
- كاتيا لانج مولر (مواليد 1951)، كاتبة ألمانية
- جيسينه لوتش (مواليد 1961)، سياسية ألمانية
- أنيت فلايشر (مواليد 1979)، ممثلة ألمانية
- الكسندر فيلينج (مواليد 1981)، ممثل ألماني
- كريستوف سيدوف (1985-2020)، صحفي ألماني
- دانيال زيبرت (مواليد 1984)، حكم كرة قدم ألماني
- باتريك هاوسدينغ (مواليد 1989)، غواص ألماني

## روابط خارجية
- "Lichtenberg" . New International Encyclopedia. 1905.
- Chisholm, Hugh, ed. (1911). "Lichtenberg" . Encyclopædia Britannica (بالإنجليزية) (11th ed.).
- Official homepage
- Official homepage of Berlin
- Event- und Informationportal of Berlin Lichtenberg نسخة محفوظة 21 يوليو 2019 على موقع واي باك مشين.